# スモールマンビッグマウス
『スモールマンビッグマウス』は、楠岡大悟による漫画作品。「月刊アフタヌーン」（講談社）にて1993年にシリーズ連載された。タイトル（Small man Big mouth）を訳すと、「つまらん男の大口叩き｣である。このタイトルはハードコアのMinor Threatによる曲から取ったと推測される。

## 概要
自動仕分け機や郵政民営化などまだ微塵も感じさせない時代の、とある郵便局における郵便局員たちの壮絶な夜勤仕分け業務と、仕事以外のモラルが滅茶苦茶な彼らに頼らざるを得ない課長の様子を悲喜交々で描写している。